# پودرافکا

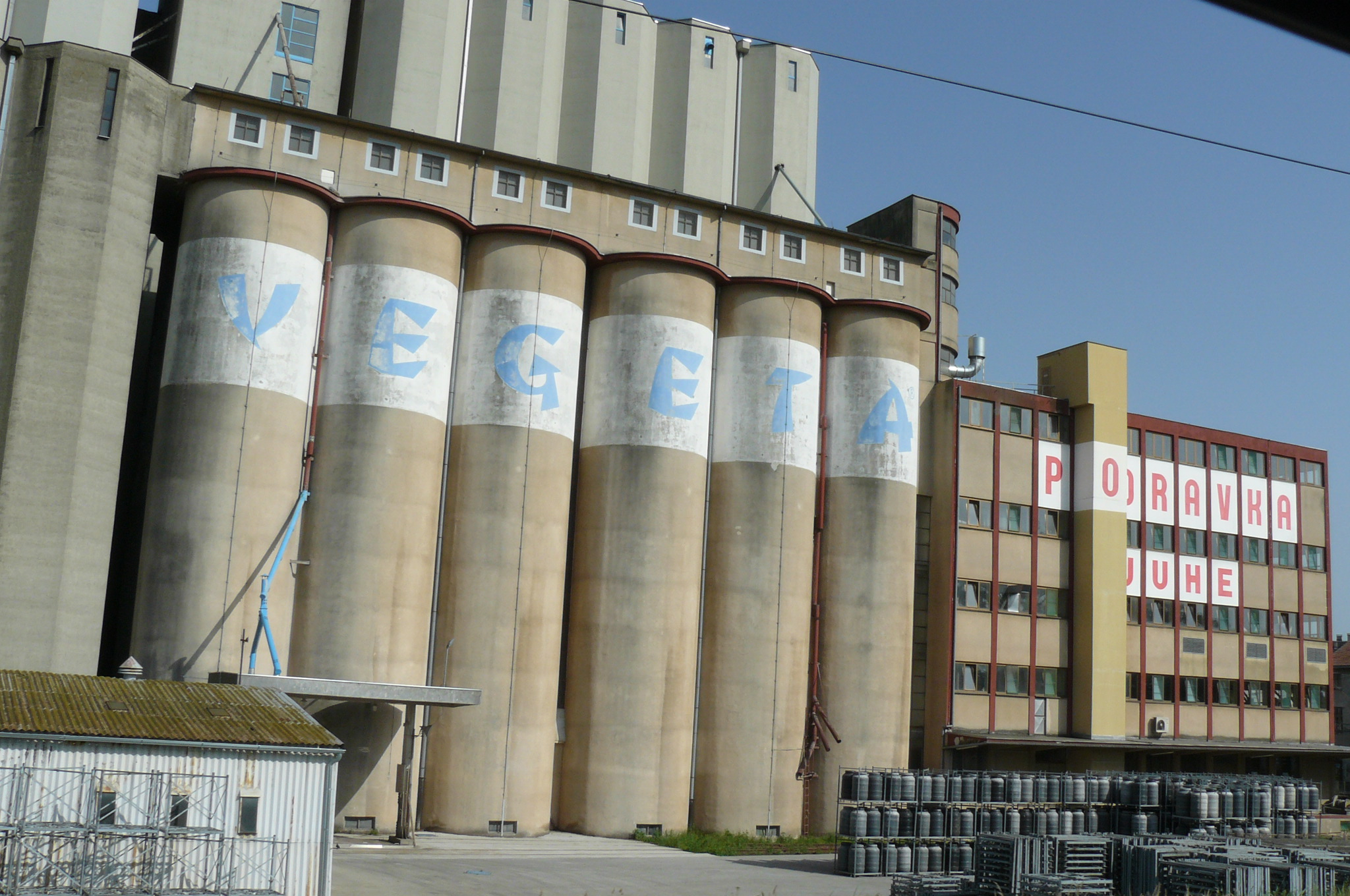
کارخانه پودرافکا، در شهر کپریونیتسا

پودرافکا (به کرواتی: Podravka) شرکت مواد غذایی مستقر در کرواسی است، که طیف وسیعی از کالاها و محصولات غذایی را تولید و توزیع می‌کند.
شرکت پودرافکا در سال ۱۹۳۴ تأسیس شد و هم‌اکنون به‌عنوان بزرگترین تولیدکننده کالاهای خوراکی، همچنین بزرگترین صادرکننده مواد غذایی در کشور کرواسی محسوب می‌شود. دفتر مرکزی این شرکت در شهر کپریونیتسا، کرواسی قرار دارد.